# Томсон, Кит (спортсмен)
Кит Томсон (англ. Keith Thomson; 26 февраля 1941, Метвен, Кентербери — 26 января 2023, Крайстчерч) — новозеландский крикетист и хоккеист (хоккей на траве), полузащитник, нападающий.

## Биография
Кит Томсон родился 26 февраля 1941 года в новозеландском городе Метвен.
В 1959—1974 годах играл в хоккей на траве за «Кентербери» на позиции центрального полузащитника или правого нападающего. В 1961 году дебютировал в сборной Новой Зеландии в матче против Индии в Крайстчёрче.
В 1968 году вошёл в состав сборной Новой Зеландии по хоккею на траве на Олимпийских играх в Мехико, занявшей 7-е место. Играл на позиции полузащитника, провёл 8 матчей, забил 3 мяча (по одному в ворота сборных Индии, ГДР и Бельгии).
В 1961—1971 годах провёл за сборную Новой Зеландии 28 матчей.
В 1959—1974 годах играл в крикет за «Кентербери», провёл 71 первоклассный матч. Участвовал в 2 тестовых матчах сборной Новой Зеландии по крикету.
Позже был судьёй, работал на двух хоккейных международных матчах с Канадой и Индией. В 1983—1987 годах отсудил 14 первоклассных крикетных матчей.
Умер 26 января 2023 года в новозеландском городе Крайстчёрч.

## Семья
Младший брат Кита Томсона Уильям Томсон (род. 1943) также играл в крикет за Кентербери, провёл 2 первоклассных матча.